# Super Time Force
Super Time Force è un videogioco sviluppato nel 2014 da Capybara Games per Xbox 360 e Xbox One. Pubblicato il 25 agosto 2014 su Steam con il titolo Super Time Force Ultra, nel settembre 2015 è stata distribuita una conversione per PlayStation 4 e PlayStation Vita.

## Trama
Negli anni 1980 il dottor Repeatski inventa una macchina del tempo e riceve una visita dal suo alter ego del futuro, il comandante Repeatski, a capo della Super Time Force, una squadra di personaggi che dovrà viaggiare nel tempo per risolvere numerosi grattacapi legati all'estinzione dei dinosauri, la scomparsa di Atlantide e al ritrovamento del Graal.

## Modalità di gioco
Il videogioco mescola elementi di Contra e Metal Slug con una meccanica di gioco simile a quella presente in Prince of Persia: Le sabbie del tempo o Braid. Utilizzando il Time Out è possibile riavvolgere il tempo, tuttavia i personaggi sul campo di gioco persisteranno, dando la possibilità al giocatore di controllare più cloni. L'obiettivo del gioco è completare i livelli e sconfiggere i boss in un tempo limitato.

## Successo
Super Time Force ha ricevuto riconoscimenti presso l'Independent Games Festival e l'E3.